# 알두하
꾸란의 93번째 수라, 알두하는 낮과 밤을 두는 맹세로 내용이 시작된다.
무함마드가 고아였던 시절 하나님의 은혜와 인도를 받아 선지가 된 과정을 담고 있다.
고아를 학대하지 말며 보호하고 주님에 대해 이야기를 하라고 씌여있다.
이 수라에서 말하는 아침은 노동을 하는 아침과 노동 뒤의 휴식을 취하는 저녁을 의미한다.
낮과 밤이란 키워드 또한 하나님의 창조력을 위대하게 보는 상징물이다. 
| 이 전 알라일 | 수라 93 (아랍어 원문) | 다 음 알샤르흐 |
| 1 2 3 4 5 6 7 8 9 10 11 12 13 14 15 16 17 18 19 20 21 22 23 24 25 26 27 28 29 30 31 32 33 34 35 36 37 38 39 40 41 42 43 44 45 46 47 48 49 50 51 52 53 54 55 56 57 58 59 60 61 62 63 64 65 66 67 68 69 70 71 72 73 74 75 76 77 78 79 80 81 82 83 84 85 86 87 88 89 90 91 92 93 94 95 96 97 98 99 100 101 102 103 104 105 106 107 108 109 110 111 112 113 114 |                       |                |